# The Real O'Neals
The Real O'Neals é uma série estadunidense do gênero comédia que estreou em março de 2016 no canal ABC. A série, baseada em uma ideia de Dan Savage (que também serviu de produtor-executivo), obteve sinal verde para uma ordem de episódios em 7 de maio de 2015. No Brasil, o sitcom teve a sua primeira temporada exibida pelo Canal Sony.

## Visão geral
A família perfeita. Entretanto, tudo vira de cabeça para baixo quando o filho mais novo resolve assumir que é gay. O que parece ser o fim do ideal familiar, na verdade acaba sendo o início de uma bela jornada, quando todos param de fingir ser perfeitos e mostram como realmente são.

## Elenco

### Elenco principal
- Martha Plimpton como Eileen O'Neal, a matriarca Católica
- Jay R. Ferguson como Pat O'Neal, um oficial do Departamento de Polícia de Chicago que está secretamente contemplando o divórcio de seu casamento.
- Noah Galvin como Kenneth "Kenny" Christopher Sebastian O'Neal, um adolescente de 16 anos de idade, que após a tentativa falha de ter relações sexuais com uma menina, confessar tudo e admite que é gay.
- Matthew Shively como Jimmy O'Neal, um atleta de 17 anos de idade que admitiu ser anoréxico a sua família
- Bebe Wood como Shannon O'Neal, uma garota de 14 anos que está questionando sua fé.
- Mary Hollis Inboden como Jodi O'Neal, A ex-cunhada de Pat.

### Elenco recorrente
- Hannah Marks como Mimi Waxberg, a ex-namorada de Kenny.
- Sarayu Blue como Marcia Worthman
- Madison Iseman como Madison
- Kaylee Bryant como Lacey
- Jeremy Lawson como Jesus (Anjo guardião de Kenny)
- Matt Oberg como Vice-diretor Clive Murray
- Ramona Young como Allison, a melhor amiga lésbica de Kenny & a outra membra do clube LGBT da escola.

### Estrelas convidadas
- Jimmy Kimmel como Ele mesmo
- Garrett Clayton como Ricky
- Caroline Morahan como Malévola (Vilã guardiã do lado sombrio de Kenny)
- Frances Conroy como Avó Agnes
- Phil LaMarr como Archie, parceiro de Pat.
- Ian Gomez como Michael-Gregory
- Noah Crawford como Drew
- Scott Menville
- Tim Gunn como Ele mesmo
- Lance Bass como Ele mesmo
- Jane Lynch como Ela mesma
- Sean Grandillo como Brett[3]

## Recepção
A notícia da série já havia atraído a atenção e controvérsia antes mesmo de atingir as telas. No dia em que foi anunciado, que seria adicionado à programação da rede ABC (12 de maio de 2015), grupos religiosos, como a American Family Association apelaram para um boicote e petição para impedir a série de ser lançado. O Centro de Pesquisa de Mídia recebeu mais de 10.000 assinaturas para forçar o canal ABC a remover o show do cronograma. Eles também afirmaram que as opiniões de Savage sobre religião, sexualidade e igualdade no casamento, foram infundidas na série porque se basou em sua vida, mas Savage observa que o conceito partiu de uma direção diferente.

## Episódios
| Temporada | Temporada | Episódios | Exibição original     | Exibição original   |
| Temporada | Temporada | Episódios | Estreia de temporada  | Final de temporada  |
| --------- | --------- | --------- | --------------------- | ------------------- |
|           | 1         | 13        | 2 de Março de 2016    | 24 de Maio de 2016  |
|           | 2         | 16        | 11 de Outubro de 2016 | 14 de Março de 2017 |

### 1ª Temporada (2016)
Todos os episódios exceto "Pilot" começa com "The Real".
| No. geral | No. | Título                  | Diretor(s)        | Escritor(s) | Exibição            | Audiência (milhões) |
| --------- | --- | ----------------------- | ----------------- | --- | ------------------- | ------------------- |
| 1         | 1   | "Pilot"                 | Todd Holland      | História por: Joshua Sternin & Jennifer Ventimilia Roteiro por: Casey Johnson & David Windsor e Joshua Sternin & Jennifer Ventimilia | 2 de Março de 2016  | 6.33                |
| 2         | 2   | "The Real Papaya"       | Todd Holland      | Casey Johnson & David Windsor | 2 de Março de 2016  | 6.01                |
| 3         | 3   | "The Real Lent"         | Todd Holland      | Scott King | 8 de Março de 2016  | 3.99                |
| 4         | 4   | "The Real F Word"       | Christine Gernon  | Stacy Traub | 15 de Março de 2016 | 3.47                |
| 5         | 5   | "The Real Spring Fever" | Phil Traill       | Kristin Newman | 22 de Março de 2016 | 3.75                |
| 6         | 6   | "The Real Man"          | Elliot Hegarty    | Adam Roberts | 29 de Março de 2016 | 3.67                |
| 7         | 7   | "The Real Grandma"      | Silver Tree       | Cheryl Holliday | 5 de Abril de 2016  | 3.65                |
| 8         | 8   | "The Real Book Club"    | Victor Nelli, Jr. | Sonny Lee | 19 de Abril de 2016 | 2.98                |
| 9         | 9   | "The Real Wedding"      | Rebecca Asher     | Becky Mann & Audra Sielaf | 26 de Abril de 2016 | 3.46                |
| 10        | 10  | "The Real Retreat"      | Todd Holland      | Lewaa Nasserdeen | 3 de Maio de 2016   | 3.29                |
| 11        | 11  | "The Real Other Woman"  | Rebecca Asher     | Kevin Biegel | 10 de Maio de 2016  | 3.15                |
| 12        | 12  | "The Real Rules"        | Eyal Gordin       | Kristin Newman | 17 de Maio de 2016  | 3.25                |
| 13        | 13  | "The Real Prom"         | Todd Holland      | História por: Stacy Traub Roteiro por: Casey Johnson & David Windsor                                                                 | 24 de Maio de 2016  | 4.21                |

### 2ª Temporada (2016)
| No. geral | No. | Título                      | Diretor(s)        | Escritor(s)                                                          | Exibição                | Audiência (milhões) |
| --------- | --- | --------------------------- | ----------------- | -------------------------------------------------------------------- | ----------------------- | ------------------- |
| 14        | 1   | "The Real Thang"            | Todd Holland      | Casey Johnson & David Windsor                                        | 11 de Outubro de 2016   | 3.76                |
| 15        | 2   | "The Real Dates"            | Eyal Gordin       | Kristin Newman                                                       | 18 de Outubro de 2016   | 2.91                |
| 16        | 3   | "The Real Halloween"        | Silver Tree       | Stacy Traub                                                          | 25 de Outubro de 2016   | 3.22                |
| 17        | 4   | "The Real Move"             | Jaffar Mahmood    | Becky Mann & Audra Sielaff                                           | 1 de Novembro de 2016   | 2.73                |
| 18        | 5   | "The Real Tradition"        | Rebecca Asher     | Steve Joe                                                            | 15 de Novembro de 2016  | 3.56                |
| 19        | 6   | "The Real Fit"              | Elliot Hegarty    | Sam Laybourne                                                        | 29 de Novembro de 2016  | 3.29                |
| 20        | 7   | "The Real Match"            | Todd Holland      | Adam Roberts                                                         | 6 de Dezembro de 2016   | 3.05                |
| 21        | 8   | "The Real Christmas"        | Rebecca Asher     | Rob Sudduth                                                          | 13 de Dezembro de 2016  | 3.06                |
| 22        | 9   | "The Real Sin"              | Jude Weng         | Cheryl Holliday                                                      | 3 de Janeiro de 2017    | 3.29                |
| 23        | 10  | "The Real Acceptance"       | Victor Nelli, Jr. | Josh Kirby & Jon Veles                                               | 17 de Janeiro de 2017   | 2.81                |
| 24        | 11  | "The Real Third Wheel"      | Todd Holland      | Becky Mann & Audra Sielaff                                           | 7 de Fevereiro de 2017  | 2.79                |
| 25        | 12  | "The Real Brother's Keeper" | Eyal Gordin       | Steve Joe                                                            | 14 de Fevereiro de 2017 | 2.87                |
| 26        | 13  | "The Real Confirmation"     | Todd Holland      | Billy Finnegan                                                       | 21 de Fevereiro de 2017 | 2.93                |
| 27        | 14  | "The Real Heartbreak"       | Kevin Bray        | Rob Sudduth                                                          | 28 de Fevereiro de 2017 | 3.34                |
| 28        | 15  | "The Real Mr. Nice Guy"     | Jaffar Mahmood    | Adam Roberts                                                         | 7 de Março de 2017      | 2.87                |
| 29        | 16  | "The Real Secrets"          | Todd Holland      | História por: Stacy Traub Escrito por: Casey Johnson & David Windsor | 14 de Março de 2017     | 2.67                |